# Brug 549
Brug 549 is een brug in de gemeente Amstelveen, maar in eigendom en beheer bij de gemeente Amsterdam.
Deze ophaalbrug overspant een sloot in het Amsterdamse Bos. In die sloot is nauwelijks scheepvaart (alleen kano en kajak) mogelijk, toch is de brug beweegbaar uitgevoerd. De brug werd namelijk opgehaald als er wedstrijden werden gehouden op de Bosbaan of voorstellingen werden gegeven in het openluchttheater. Vanwege het ontbreken van enige elektriciteit ter plaatse moest de brug met de hand bediend worden. De esthetisch architect Dick Slebos van de Dienst der Publieke Werken kwam daartoe hier met een tweetal bruggen. De voorganger van Slebos Piet Kramer had voor het Amsterdamse Bos al een reeks ballenbruggen ontworpen, waarbij de zware ballen dienen tot contragewicht. De bedienaar van de brug kan via die ballen of kabels de brug ophalen. Slebos liet zich voor deze twee bruggen inspireren door Kramer, die op zijn beurt bij de ballenbruggen geïnspireerd werd door het werk van Bernard Forest de Bélidor.
De ballenbrug kent een aantal varianten. Brug 549 staat op een houten paalfundering. De brug hangt tussen gewapend betonnen landhoofden, waarop geleidehekjes staan, en twee betonnen brugpijlers. De tropisch hardhouten balanspriemen en ballen zijn gemonteerd op betonnen pijlers naast de brug, die weer op uitbouwen van de brugpijlers staan, een zogenaamde staartbrug. De priemen zijn daarbij in de standaard blauw/witte uitvoering, de zes ballen van drie gewichtklassen zijn rood. De balanspriemen vervullen tevens de functie van brugleuningen, aan de priemen hangt ook de brug. De overspanning bestaat uit houten balken en planken met antislipgleuven. De brug, hoe klein dan ook, heeft twee doorvaarten van elk 2,86 breed waarvan slechts een open kan; ze heeft tevens twee aanbruggen. Aan de overzijde kan een metalen ketting dienen als brughek. De brug heeft drie doorvaarten, de centrale is 3 meter breed; de twee anderen 1,95. De brug heeft in Brug 548 een tweelingzus.

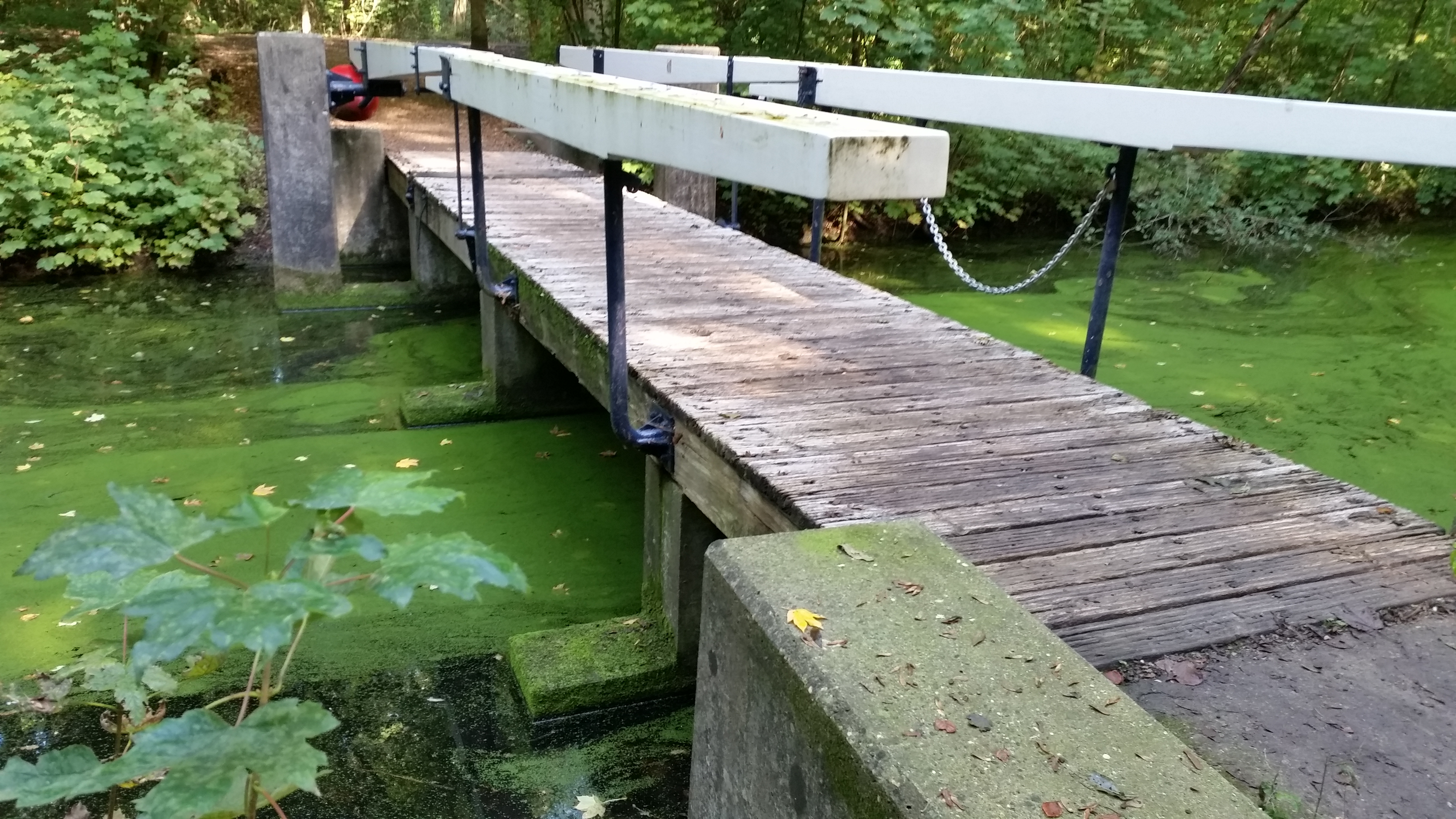
Brug 549, zijaanzicht (oktober 2018)

<<< · 500 · 501 ·  503 · 504 · 505 · 506 · 507 · 508 · 509 · 510 · 511 · 512 · 513 · 514 · 515 · 516 · 517 · 518 · 519 · 520 · 521 · 522 · 523 · 525 · 526 · 527 · 528 · 530 · 531 · 532 · 533 · 534 · 535 · 536 · 537 · 538 · 539 · 540 · 541 · 542 · 543 · 544 · 545 · 546 · 547 · 548 · 549 · 550 · 551 · 552 · 553 · 554 · 555 · 556 · 557 · 558 · 559 · 560 · 561 · 562 · 563 · 564 · 565 · 566 · 567 · 569 · 571 · 572 · 573 · 575 · 577 · 578 · 580 · 581 · 582 · 583 · 584 · 586 · 587 · 589 · 590 · 591 · 592 · 593 · 594 · >>>
Brugnummers 502, 524, 529, 568, 570, 574, 576, 579, 585, 588, 595, 596, 597, 598, 599 zijn niet (meer) vergeven.